# Живков, Тодор
То́дор Хри́стов Жи́вков (болг. Тодор Христов Живков; 7 сентября 1911 — 5 августа 1998) — болгарский государственный, политический и партийный деятель. Генеральный секретарь ЦК Болгарской коммунистической партии (с 1954 по 1989). Дважды Герой Болгарии (1971, 1981) , Герой Социалистического Труда Болгарии, Герой Советского Союза (1977). Среди лидеров бывших социалистических стран восточного блока дольше всех находился у власти — 35 лет.

## Биография

### Семья
Родился в 1911 году в селе Правец Орханского района Софийского округа (ныне город в Софийской области) в семье крестьян-бедняков Христо и Маруцы Живковых.
Его отец Христо родился в районе "Элаша" в северо-восточной части села. Работал в городе Орхание (ныне Ботевград), а затем в городе Габрово, был участником Первой Балканской и Первой мировой войн, дослужился до чина унтер-офицера. В начале 30-х занимался перевозкой товаров.
Его мать, Маруца Живкова, родилась в 1886 году в семье Гергови, переехавшей в Правец из Сомовита и открывшей трактир по дороге из Софии в Варну. После свадьбы семья жила в городе Орхание. В отличие от своего мужа, получившего начальное образование, она не ходила в школу, но хорошо говорила на болгарском и влахском языках. У неё были брат Георгий и сёстры Пенка и Цветана. Сестра Пенка умерла от туберкулёза когда была маленькой.

### Ранние годы
В 1924 году, под влиянием коммуниста Марина Райчинова, вступил в Общество трезвенников. У него сложились дружеские связи с Райчиновым, и тот ознакомил его с идеями коммунизма. Мать говорила «Тошко, если пойдёшь с Марином, человеком не станешь», так как опасалась что если сын вступит в коммунистическую партию, у него начнутся неприятности с властями.
В 1926 году окончил среднюю школу (ненадолго прерывал учебу по финансовым причинам из-за болезни отца, работал в этот период на черепичной фабрике). Ему понравился сборник Христо Смирненского «Да будет день» и он его переписал и распространял. В старших классах школы участвовал в организации студенческой забастовки, из-за чего у него возникли проблемы с полицией, но вскоре участники забастовки были восстановлены в школе. В 1929 году был вынужден бросить школу и уехать в Софию, где поступил в полиграфическое училище при Государственной типографии. Вскоре после поступления вступил в Болгарский коммунистический союз молодёжи. Учась там, подрабатывал официантом в ресторанах.
Летом 1931 года был арестован после того, как при закрытии собрания коммунистов ударил начальника отделения полиции кирпичом по голове, но был освобожден без суда. 1 мая 1932 года его снова ненадолго арестовали. В том же году окончил полиграфическое училище, после чего начал работать переплётчиком в Государственной типографии. Активно участвовал в работы организации Рабочей партии, что было отражено в проправительственной газеты «Зора».
С 1932 года в Болгарской коммунистической партии. Вскоре после этого возглавил считавшуюся большой (30-40 человек) партийную организацию в Государственной типографии, а осенью стал членом II обкома партии в Подуяне, отвечая за пропаганду. В Подуяне, под руководством Марина Райчинова, вместе с товарищами из Правеца, Лыджене и Липницы, жил в квартире, названной «Орханиский колхоз» (поскольку все люди в ней были из близких к Ботевграду сёл), где все жили на основе равенства, взаимопомощи, воздержания и дружбы. Участвовал в художественной самодеятельности читальни «Возрождение».
В 1933 году ему было поручено координировать организацию демонстрации в Софии в поддержку Георгия Димитрова во время Лейпцигского процесса. Демонстрация была освещена в газете «Эхо».
В конце 1933 года, из-за своего предложения о создании кооперативной столовой, был уволен из Государственной типографии, в последующие месяцы работал в частных типографиях.
В январе 1934 года был снова ненадолго арестован и несколько раз допрашивался начальником тайной полиции Николой Гешевым, по слухам, был им завербован, но это никогда не было доказано. Интересно, что многие обвинившие его в этом, были его сторонниками до пленума 10 ноября 1989 года, в то же время лично знавшие его всегда категорически отрицали это. Когда в 1990 начались разговоры на эту тему, поэт Веселин Андреев назвал «полной чушью» утверждения о «сотрудничестве Живкова с полицией» и спросил «Если он был агентом, то почему он не предал всех нас — 400 человек, когда мы собрались в Жерковском ущелье?»
После переворота 19 мая 1934 года было уволено около четырёхсот работников Государственной типографии. Живков же, уволенный по другим причинам, заступился за них. Позже все были восстановлены на работе. В октябре отложил военную службу, предъявив документ о зачислении на учёбу в Свободный университет политических и экономических наук. Как работник типографии, стал членом Союза болгарских техников, где познакомился с Николой Вапцаровым и дружил с ним до его расстрела в 1942 году.
В конце 1934 года стал секретарём Лозенецкого райкома БКП в Софии. Занял позицию против «левых коммунистов» (в Болгарии известные как «сектанты»), руководящих БКП во время и после переворота 19 мая, так как они настаивали на авантюристических действиях, утяжеляющих и без того сложное положение компартии. Ему было поручено сорвать митинг проправительственной организации «Обнова», однако он отказался это сделать. Из-за этого его вывели из областного комитета БКП, но оставили в районном комитете.
После других актов неподчинения руководству в 1935 был понижен в должности и направлен на работу в райкоме БКП в районе Коньовица, а потом — в Рабочем молодёжном союзе (РМС). При этом заручился поддержкой члена ЦК БКП Атанаса Дамянова (погиб в 1941 году).
В 1935 году был призван в Школу офицеров запаса, однако из-за своей репутации коммуниста служил в Трудовых войсках.
После осуждения «сектантства» на съезде Коминтерна и объявления тезиса Георгия Димитрова о «Едином антифашистском фронте» Живков был восстановлен в областном руководстве БКП.
В 1938 году познакомился с деятельницей РМС Марой Малеевой, участвовавшей в митингах против пребывания лидера болгарских фашистов А. Цанкова в Софийском университете. Мара и Тодор уехали в Дыскот, где Мара устроилась участковым врачом, и после недолгого сожительства поженились. Потом переехали в село Лесичово, известное приверженностью местных жителей к идеям коммунизма. В селе Живков участвовал в художественной самодеятельности и основал небольшой театральный коллектив, который выступал на встречах молодёжи (в Болгарии известные как «вечеринки»). Труппа Живкова декламировала стихи Х. Ботева, П. Яворова и Смирненского, а также ставила пьесы. В газете «Подъём» была опубликована статья, посвящённая успехам «молодого и энергичного режиссёра господина Живкова».
В 1940 году семья поселилась в Софии, где Т. Живков поступил на юридический факультет Софийского университета, однако после нападения Германии на СССР он оставил учёбу и приступил к организационной работе в Сопротивлении.
В 1942 году у Живковых родилась дочь Людмила, которую назвали в честь советского снайпера Людмилы Павличенко.

### Антигитлеровское сопротивление
С осени 1941 по 1943 год Живков руководил Третьим партийным районом БКП. Работал для сплочения коммунистов, аграриев, социал-демократов, членов организации «Звено» и беспартийных в едином антифашистском фронте. Его работа была положительно оценена руководством БКП и другим партрайонам было рекомендовано следовать примеру Третьего района.
31 декабря 1942 года Живков стал автором передовой статьи «К борьбе» газеты «Отечественный фронт». Позже эта статья была внесена в собрание сочинений Живкова. Там говорилось:
Задача каждого болгарского патриота – бороться против гитлеровских разбойников, против народных предателей и кровопийц,
звать, мобилизовать и воодушевлять народ на смелую борьбу для спасения Болгарии
К борьбе!
В январе 1943 года газета опубликовала ещё одну статью Живкова в связи с угрозой отправки болгарских солдат на Восточный фронт.
Наша страна час за часом приближается к страшной гибели.
Родина стоит перед катастрофой и погромом, которые бросят народ в страшное истребление и принесут ему истощение и невиданные страдания.
Каждый честный и настоящий болгарин… должен сказать своё решительное НЕТ вхождению Болгарии в войну.
Ни одного болгарского солдата на Восточном фронте!
Ни одного болгарского рабочего в Германии!
Патриоты, поднимайтесь на смелую и решительную борьбу!
К борьбе для спасения нашей дорогой Родины!
После смерти царя Бориса Живков ставил первой задачей Отечественного фронта и коммунистов не позволить Цанкову и другим прогерманским лидерам втянуть Болгарию в войну против СССР.
После создания Народно-освободительной повстанческой армии и разделения территории Болгарии на повстанческие оперативные зоны он был назначен уполномоченным Софийской зоны для партизанского отряда «Чавдар». Отряд был создан в 1942 году коммунистами Тоне Переновским, Добри Джуровым, Стефаном Халачевым и Стояном Хаджипенчевым в предгорье Мургаша. Сначала отряд применял тактику обороны и не вступал в большие схватки, так как не хватало оружия. Поэтому сотруднику Военной организации БКП в армии Атанасу Хаджиянчеву было поручено вынести оружие из казарм, но попытка провалилась. Из-за сложившейся ситуации под руководством Живкова и начальника штаба зоны Здравко Георгиева была созвано собрание отряда, где Живков подверг критике пассивность партизан, отдал приказ начинать боевые действия, отстранил Переновского с руководства и назначил командиром Добри Джурова. По поручению Живкова часть бойцов была направлена в населённые пункты, чтобы вести организационную и разъяснительную работу среди населения и поднимать боевой дух и уверенность людей в победе. Они были названы "апостолы". За два последующих месяца отряд совершил больше акций и нападений, чем за предыдущий год существования. Отрядом "Чавдар" были взяты многие населённые пункты, где партизаны уничтожали реквизиционные и налоговые списки, списки на конфискации у крестьян скота и еды на нужд Германии, снабжались оружием, раздавали людям еду, казнили фашистских преступников. В марте чавдарцы взяли село Кремиковци, где располагался штаб ПВО, а также санитарный склад и мастерская оружейных запчастей, откуда взяли оружие, медикаменты и солдатское обмундирование. В том же месяце они взяли город Копривштица.
Партизанским псевдонимом Живкова был Янко. У него были поддельные документы на има Ивана Димитрова Томова из Плевена, а также удостоверение Штаба войска на право ношения оружия и свободное передвижение.
В тот период Живков установил тесные связи с рядом членов отряда "Чавдар", которые впоследствии стали его ближайшими соратниками в руководстве партии — Добри Джуровым, Йорданом Йотовым, Димитром Станишевым.
В начале 1944 года Живков участвовал в „Третьей Мургашской конференции компартии“. 2 апреля он снова выехал в тот же район для проведения „Четвёртой Мургашской конференции“ в Жерковском ущелье. Там он сообщил о решении штаба Первой Софийской повстанческой оперативной зоны создать на базе отряда Первую Софийскую партизанскую бригаду "Чавдар" под командованием Добри Джурова и Вторую Софийскую бригаду "Чавдар", под командованием Стефана Халачева.
Главный штаб Повстанческой армии отдал приказ о создании крупных партизанских частей, которые, по примеру партизан Югославии, должны были захватывать "свободную территорию". Живков выступал против этого, объясняя, что условия в Болгарии отличались от югославских. По мнению Живкова, крупные партизанские части были обречены на разгром. Из за этого руководство зоны пошло на компромисс: вместо 2-й Софийской бригады был создан "Теренский партизанский батальон".
Тем временем с 26 апреля власти начали массированную войсковую операцию против бригады "Чавдар". Главный удар был нанесён 3 мая, часть руководителей была убита, а командир Добри Джуров тяжело ранен. Батальон Живкова успел отойти от прямого удара. Живков решил взять ответственность за судьбы бригады на себя. Не согласовав свои действия с штабом НОПА, он написал инструктивное письмо, в котором приказал батальонам разделиться на небольшие группы (четы), которые должны быть в постоянном движении, чтобы выйти из окружения.
Сейчас ведутся кровавые и тяжёлые сражения...
Никакого колебания! Никакой трусости!
Группы (четы) должны быть не менее тридцати и не более пятидесяти бойцов.
Там, где нет командира, надо выбрать его на общем собрании… Этим же способом выбрать политкоммисара и замов.
Разделённые батальоны должны быстро сформировать мелкие группы и взять курс на выход из окружения.
Усилиями Живкова отрядам удалось спастись. После выхода из окружения он написал объяснение своего неподчинения приказу в Главный штаб НОПА. Позже группе, в которой был он, пришлось принять бой, после гибели в котором большой части партизан он попытался покончить с собой, но пистолет дал осечку. Позже он никому этого не говорил, но проницательница Ванга напомнила ему этот эпизод в его жизни.
В дни, предшествовавшие антигитлеровскому перевороту 9 сентября, он возглавлял специально созданное Оперативное бюро региональной организации БКП, отвечавшее за охрану демонстраций и забастовщиков в столице и отдельных должностных лиц Отечественного фронта, находящихся на нелегальном положении. Вместе с командующим НОПА Благоем Ивановым он организовал партизанские батальоны и боевые группы для нанесения решающего удара в Софии, а также установил связь с танкистами для их участия в перевороте.
Девятого сентября 1944 он поздравил вошедших в Софию бойцов Второй Софийской бригады "Чавдар". Кинокадры были запечатлены в фотохрониках того времени и после прихода к власти Живкова неоднократно показывались по телевизору.

### Дальнейшая карьера и деятельность
Сразу после переворота 9 сентября Оперативное бюро Т. Живкова, активными участниками которого были его будущие близкие соратники и председатели Народного Собрания Владимир Бонев и Станко Тодоров, было преобразовано в штаб Народной милиции в Софии. Подчинённым Живкова в штабе милиции был ещё один его будущий многолетний соратник Мирчо Спасов, впоследствии работавший в силовых структурах Болгарии. Живков был назначен главным инспектором и ему было присвоено звание подполковника (23 декабря стал полковником). 17 октября царским указом был назначен главным инспектором Управления милиции и оставался на этой должности до 1 декабря.
Приказом от 31 декабря задним числом с 15 сентября был назначен заместителем командира 1-го дивизиона артиллерийского полка, но на практике не исполнял своих обязанностей в части боевых действий на фронте, оставаясь всё время в Софии. Официально уволен из армии 28 мая 1945 года.
Как член Софийского окружкома, в начале 1945 года был избран 3-м секретарём обкома и освобождён от своих обязанностей в милиции. На 8-м пленуме ЦК БКП, проходившем с 27 февраля по 1 марта 1945 года, был избран кандидатом в члены ЦК партии. В 1945 году впервые стал членом парламента, которым оставался до 1990 года. 17 января 1948 года был избран первым секретарём Софийского городского комитета БКП, а также председателем горкома Отечественного фронта. На 5-м съезде БКП в декабре того же года избран членом ЦК и был им до 8 декабря 1989 года. С 27 мая по 28 октября 1949 года также был председателем Софийского городского народного совета, кметом (мэром) Софии. Этот карьерный рост произошёл по воле набиравшего влияние Вылко Червенкова, отвечавшего за софийскую парторганизацию в Политбюро.
После 1989 года некоторые бывшие подчинённые (в частности, Нико Яхиель) обвиняли Живкова в участии в кампании против Трайчо Костова (репрессированного в 1949 году), оргсекретаря ЦК и самого высокопоставленного партийного деятеля в стране до возвращения Георгия Димитрова из Советского Союза в 1946 году, однако нет данных, подтверждающих или отвергающих это.
20 октября 1949 года возглавил организационно-инструкторский отдел ЦК, а в январе 1950 года стал секретарём ЦК БКП, сохранив за собой пост главы Софийского горкома. В ноябре 1950 года был избран кандидатом в члены Политбюро ЦК.
В качестве секретаря ЦК отвечал за работу партийных и государственных органов в сельском хозяйстве и по коллективизации. Выступал за привлечение мелких и средних хозяев на стороне коммунистов и за добровольный принцип коллективизации, без копирования из СССР.
В марте 1951 года был отправлен в Кулу для расследования случаев насилия, совершённого в предыдущие месяцы и массового покидания трудовых сельхозкооперативов. Делая вывод из "Кульских событий", выступил с критикой происшедшего. На партийном собрании он сказал:
Нельзя каждого несогласного с нами объявлять врагом. Этим мы подрываем свою собственную основу. У нас есть госбезопасность, которая является органом для карания. Наша задача – воздействовать путём убеждения и здесь необходима известная терпимость. Мы должны очень хорошо думать, когда объявляем кого-то врагом, а он бедный или средный крестьянин.
В последующие месяцы ему было поручено расследование извращений в ходе коллективизации. На основе расследования был отстранён от должности член Политбюро и министр сельского хозяйства Титко Черноколев, который был исключен из ЦК, Политбюро и Народного собрания, а позже арестован. Т. Живков был избран в Политбюро, сохранив свой пост секретаря ЦК.
Утвердившись в центральном партийном руководстве в качестве члена Политбюро и секретаря ЦК, в последующие несколько лет он был одним из ближайших соратников лидера страны Вылко Червенкова. В это время он начал организовывать вокруг себя кружок технических сотрудников, который с приходом его к власти приобрёл значительное влияние (Нико Яхиэль, а чуть позже и Милко Балев).
Его жена Мара Малеева, бросившая медицинскую карьеру после 9 сентября 1944 года, хотя и не занимавшая официальных должностей, по словам самого Тодора Живкова, была в числе его ближайших сотрудников с тех пор, как он был избран секретарём ЦК в 1950 году. С его возвышением в последующие годы её братья сделали стремительную карьеру: Атанас Малеев долгое время был главой Медицинской академии и заместителем министра здравоохранения, а Найден Малеев был судьёй Верховного суда Болгарии.
15 ноября 1952 года ему было присвоено звание генерал-лейтенанта.

### Во главе Болгарии
После смерти Сталина лидер страны Вылко Червенков утратил своё влияние. Вначале Хрущёв считал, что Червенков должен остаться, поскольку он умел иногда противиться Сталину и добился отстранения применявших насилие и злоупотреблявших арестами по недоказаным обвинениям советских советников в МВД Болгарии, однако из-за его нежелания разоблачать Сталина (в частности, Червенков заявил: "Сталин был большой личностью, а я слишком невелик, чтобы писать против него"), советское руководство усомнилось в его надёжности.
4 марта 1954 года на организационном пленуме после VI съезда БКП Живков был избран первым секретарем ЦК БКП (занимал эту должность до 4 апреля 1981). В тот момент он считался фиктивным лидером вместо Червенкова, который сохранил контроль над правительством в качестве фактического главы Политбюро и председателя Совета Министров.
После избрания Живкова первым секретарём группа его технических помощников была реорганизована в его кабинет, который с 1954 по 1986 год возглавлял Милко Балев. Кабинет, состоящий из 4–5 человек, не играл формальной роли в политической иерархии, но поддерживал Живкова в повседневной работе, тем самым внося значительный вклад в принимаемые решения.
В июне 1955 года первый секретарь ЦК КПСС Н. С. Хрущёв совершил визит в Болгарию, во время которого стало ясно, что Червенков, вероятно, будет заменён Живковым. В начале следующего года Червенков уехал на длительное лечение в Москву, а в Софии началась подготовка к его снятию.
На пленуме ЦК БКП 2–6 апреля 1956 года Червенков в соответствии с решениями XX съезда КПСС подвергся критике за создание собственного культа личности. Летом 1956 года были сняты со своих постов открытые критики Живкова в руководстве партии и страны. После того, как Н. С. Хрущёв окончательно устранил своих соперников в партийном руководстве летом 1957 года, Живков предпринял аналогичные действия в июле, сформировав лояльное ему руководство страной и партией.

#### Внутренняя политика
Среди первых шагов Живкова во главе Болгарии было восстановление закрытого несколько ранее трудового-воспитательного общежития (тюрьмы) «Белене», причиной чего послужило опасение распространения в других социалистических странах событий, подобных Венгерскому восстанию (позже тюрьма снова была закрыта). Последняя тюрьма жёсткого режима такого типа, "Слынчев бряг" близ Ловеча, созданная без ведома Живкова, по устному приказу Мирчо Спасова, в которой содержались в основном уголовные преступники, была закрыта в 1962 году, что послужило для Живкова поводом для избавления от своих недругов в МВД. Всё руководство МВД и ДС было заменено, остались только ответственный за места заключения Мирчо Спасов и соратник Живкова Григор Шопов. Позже Шопов, вместе с начальником Следстенного отдела Тодором Радуловым и главным прокурором вооружённых сил Димитром Капитановым, разоблачил валютные преступления Спасова и министра внутренних дел Ангела Цанева и добился отстранения последних от постов в МВД.
Осенью 1958 года Живков объявил о политике «скачка» в экономике, поставив ещё более амбициозные цели, чем пятилетний план, принятый ранее. Целью ставилась быстрая индустриализация и удвоение (даже утроение) сельскохозяйственного производства. Частью мер по её достижению являлись консолидация уже созданных кооперативов и псевдонаучные агрономические методы, такие как так называемые «Горшечные удобрения» и «Ямы разлома» (ломски ямки). Неэффективные экономические меры спровоцировали затяжной долговой кризис Болгарии в 1958—1962 годах.
Окончательно утвердился во главе страны после XXII съезда КПСС в конце 1961 года.
В отличие от Червенкова, который в период 1954—1956 годов превратил Совет министров в оплот своей власти, при Живкове аппарат ЦК всегда играл ведущую роль в управлении страной. Даже став главой правительства, он продолжал работать в основном в здании ЦК и очень редко лично председательствовал на заседаниях Совета министров (эту роль обычно исполнял заместитель премьер-министра Живко Живков).
В 1971 году была принята новая конституция страны. Живков стал председателем недавно созданного Государственного совета Народной Республики Болгарии (орган, исполняющий обязанности коллективного главы государства). В том же году по случаю 60-летия был награждён званием Героя НРБ. Тогда же получил высший советский орден – орден Ленина.
Смена должности укрепила его положение во главе страны: занимая высшую государственную должность, сохранив при этом контроль над исполнительной властью — в последующие годы он сменил нескольких премьер-министров, не теряя прямого контроля над их работой. Как и в предыдущие годы, он работал в основном в здании ЦК, аппарат которого организовывал выполнение политических и управленческих решений государственных органов. Живков стремился осуществлять прямой контроль над силовыми министерствами, включая госбезопасность, отодвигая на задний план Совет министров и его председателя.

#### Оппозиция
Либеральная политика Живкова вызвала неодобрения среди сталинистов. Против Живкова выступали также разные группы промаоистского толка.
В июле 1957 года был снят со своего поста и исключён из ЦК как оппозиционер командующий Пограничными войсками Йонко Панов.
В январе 1961 года критически настроенная к Живкову группа секретаря Центрального совета профсоюзов Куфарджиева была исключена из БКП по обвинению в «неосталинизме» и «маоизме».
В ноябре 1962 года бывший лидер страны В. Червенков и ряд других руководителей (Руси Христозов, Георгий Цанков, Антон Югов) были сняты со всех партийных и государственных постов и заменены лояльными Живкову людьми.
После свержения Хрущёва заведующий военно-административным отделом ЦК генерал-полковник Иван Бачваров на декабрьском пленуме 1964 года поставил вопрос об отстранении Живкова, как «не обладающего необходимыми для своих должностей качествами». Его предложение было отклонено, как и предложение Живкова убрать самого Бачварова.
Самый знаменитый и крупный заговор против Живкова был подготовлен бывшими бойцами из Врачанского партизанского отряда им. Гаврила Генова. Главными руговодителями были бывший политкомиссар отряда, генерал Иван Тодоров-Горуня, бывший заместитель командира, генерал Цвятко Анев, командовавший гарнизоном Софии, а также бывший командир, начальник отдела МИД Цоло Крыстев, полковник Иван Велчев, Цанко Цанков, Мичо Ерменов и другие. Общее количество посвящённых и симпатизирующих заговору достигало почти двухсот человек. Они попытались заручиться поддержкой Бычварова и Червенкова, но не получили у них поддержку. Попытка переворота была сорвана органами госбезопасности.
Второй человек в партии, член политбюро и секретарь ЦК БКП Митко Григоров в 1966 году попытался сговориться с секретарём ЦК Начо Папазовым и привлечь на свою сторону давнего соратника Живкова, генерал-лейтенанта госбезопасности начальника контрразведки КГБ Димитра Грыбчева. Однако Папазов его не поддержал, а Грыбчев сигнализировал в ЦК. Григоров был отправлен послом в Лондон.
В начале 1980-х соратник Живкова по отряду «Чавдар» генерал Иван Хариев, а также писатель-националист Петр Япов, главный прокурор вооружённых сил Димитр Капитанов и Величка Филипова, на тот момент супруга премьер-министра Гриши Филипова, создали группу, ставившую перед собой задачу бороться с коррупцией на высшем государственном уровне. Это было представлено как «заговор», за чем последовало исключение Хариева из БКП. При этом до конца жизни Хариев отзывался о Живкове только хорошо, так как во время Сопротивления Живков спас ему жизнь.

#### Внешняя политика
Его политика проходила в кильватере политики Хрущёва и Брежнева, с которыми, однако, он не во всём был согласен: например, выступал против размещения советских ракет на Кубе.
В 1956 году вместе с другими странами-участниками Организации Варшавского договора болгарские войска были введены в Венгрию, а в 1968 году — в Чехословакию.
В 1958 году, во время VII съезда БКП, Живков получил сильную поддержку со стороны Хрущёва, приехавшего в Софию и уже зарекомендовавшего себя как советский лидер, который неоднократно публично демонстрировал личную поддержку Живкова. Он, со своей стороны, также постоянно подчеркивал свою лояльность Советскому Союзу и лично Хрущёву. Близость с Хрущёвым, в том числе и после его смещения, проявилась и в его личном стиле – внешнем виде и одежде, манере речи, непринуждённости поведения.
Сосредоточив власть в своих руках, он занялся пересмотром политики БКП по Македонии. Ранее созданная насильственным путём и под нажимом культурная автономия в Пиринском крае была упразднена. Живков неоднократно заявлял, что Болгария не имеет территориальных претензий к Югославии, однако не будет молчать, когда входящая в её состав Социалистическая Республика Македония ведёт антиболгарскую политику. По македонскому вопросу он спорил даже с Брежневым.
Некоторые историки обвиняют Живкова, что он хотел сделать Болгарию одной из республик СССР. В защиту этих утверждений опубликованы части документов из заседаний ЦК. В 2017 году историки Искра Баева и Евгения Калинова опубликовали исследование, где указаны все документы, в которых даже было прямо упомянуто об этом, но среди них не было ни одного официального решения. Поэтому авторы считают, что нет никаких оснований говорить, что Живков в действительности хотел это сделать. Некоторые приближённые Живкова считают, что это был всего лишь блеф, чтобы он пользовался расширенным доверием Москвы и проводил более смелую политику.

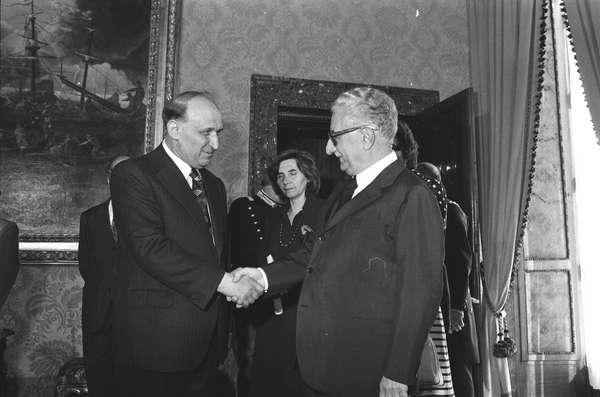
Тодор Живков с президентом Италии Джованни Леоне, 1975 год

В декабре 1964 года Живков поехал в Москву, стремясь наладить личные отношения и заручиться политической поддержкой нового советского лидера Леонида Брежнева. Он продолжил свою политику предыдущего периода беспрекословной поддержки советской политики, за что он получил гарантии поддержки своей позиции, а также торговые льготы для болгарской экономики.
Живкову удалось улучшить отношения Болгарии с Югославией, Грецией и Турцией.
Болгария, как и прочие социалистические страны, оказывала помощь национально-освободительным движениям и просоветским правительствам Третьего мира, в наибольшей степени – Вьетнаму, Индонезии, Ливии, Анголе и Афганистану. Существовали хорошие отношения с Египтом и Суданом, но в 1970-х, с их отходом от ориентации на советский блок, отношения ухудшились (тем более, когда Болгария поддержала Ливию в пограничном конфликте с Египтом).
Живков поддерживал личные хорошие связи с лидерами Греции А. Папандреу и К. Караманлисом.
Поддерживались хорошие связи с Эфиопией, Южным Йеменом, Сирией и Ираком. В этих странах работали многочисленные болгарские инженеры. Также реализовывались контракты по продаже оружия этим странам. Многие офицеры из этих и других стран, ориентировавшихся на советский блок, обучались в военных заведениях Болгарии.
У Болгарии были хорошие отношения с шахским Ираном. Тем не менее, Болгария сначала поддержала Исламскую революцию и одной из первых признала новое правительство.
Несмотря на антикоммунистический характер переворота 1980 года в Турции, Живков признал правительство К. Эврена и поддерживал с ним хорошие отношения до начала переименования болгарских турок.
В конце 1980-х Живков начал искать расширения связей с Японией и ФРГ (его хорошими знакомыми были Гельмут Коль и Франц Йозеф Штраус). Это было нужно потому, что после прихода к власти Горбачёва СССР прекратил экономическую помощь социалистическим странам, включая Болгарию.

#### Экономическая и социальная политика
Тесное сотрудничество с СССР давало Болгарии большие экономические выгоды.
Последовательная социальная политика при Т. Живкове привела к увеличению продолжительности жизни до 68,1 года для мужчин и 74,4 года для женщин. Смертность детей до года к 1986 году составляла 18,2 на 1000, а в 1990 году – 14 на 1000, что являлось самым низким показателем в Восточной Европе. Доля долгожителей в Болгарии была довольно большой: исследование 1988 года привело цифру 52 долгожителя на 1 миллион жителей. Прирост реальных доходов в сельском хозяйстве в течение 1960-х годов увеличивался на 6,7 % в год. В этот же период заработная плата в промышленности увеличивалась на 4,9 % ежегодно. Согласно официальной статистике, с 1965 по 1988 год количество телевизоров на 100 домашних хозяйств увеличилось с 8 до 100; радио – с 59 до 95; холодильников – с 5 до 96; стиральных машин – с 23 до 96; автомобилей – с 2 до 40. Средний дом в Болгарии имел три комнаты и площадь 65 квадратных метров.
С молчаливого согласия Живкова в БКП была создана фракция «технократов», которая считала, что Болгария должна играть роль «моста» между Востоком и Западом. Ею руководили член политбюро Огнян Дойнов и министр тяжёлой промышленности Стоян Марков.
При помощи СССР была построена атомная электростанция в городе Козлодуй.
Болгария, в отличие от других стран, послала в космос не одного, а двух космонавтов по «Интеркосмос» – Георгия Иванова и Александра Александрова – это было обусловлено несостоявшейся стыковкой «Союза-33» с ОС «Салют-6».
После начала «перестройки» Живков попытался реорганизовать болгарскую экономику. В июле 1987 на пленуме ЦК он официально объявил о реформированной экономической программе, известной как «Июльская концепция», которая должна была изменить болгарский социализм путём введения элементов рыночной экономики и ограниченной демократии по китайской модели, но Горбачёв был против этого, критикуя чрезмерный радикализм намеченных реформ, а также конкретные, считавшиеся «антисоветскими» действия, такие как сотрудничество с японской компанией Kobe Steel. Живков начал готовить новый пакет мер, который должен был быть объявлен на пленуме ЦК в конце 1989 года. Ещё в марте 1986 года он разработал Концепцию технологического обновления НРБ, в которой впервые показал, что, несмотря на неприятие «перестройки», НРБ поддерживает реформы, открывающие новые пути развития социализма. Выступая на съезде профсоюзов, он говорил, что трудовым коллективам нужна самостоятельность. Считал, что при новой экономической модели государство будет собственником предприятий, а трудовые коллективы – их хозяевами.

#### Культурная политика
В начале его правления культурная политика курировалась секретарём ЦК Венелином Коцевым, имевшим репутацию жёсткого догматика, однако он быстро был отстранён, по одной версии — из-за чересчур свободного образа жизни; по другой, из-за того, что вошёл в конфликт с руководством КПСС, настаивая на том, что Македония является частью Болгарии; по третьей — из-за претензии на кресло Живкова.
Культурная политика Живкова в большой степени была связана с его дочерью Людмилой. Людмила начала либерализацию в области культуры, под её руководством были восстановлены памятник неизвестному воину и античный театр в Пловдиве, открыт памятник хану Аспаруху, были построены Национальная художественная галерея, Национальный дворец культуры и художественная школа для талантливых детей Под её руководством проводились мероприятия по чествованию 1300-летия Болгарии.
В Болгарии проводилась международная ассамблея «Знамя мира».
В связи с 1300-летием Болгарии были сняты художественные фильмы «Хан Аспарух» и «Капитан Петко-Воевода», а также фильм «Удар» (болг. Ударът), посвящённый годовщине антигитлеровской революции 1944 года. Был проведён военный парад, на котором прошли 13 полков, символизировавших 13 веков.

#### Образ в народе
Болгары звали Живкова «бай-Тошо» (бай — титул взрослого крестьянина) и «Тато».
В отличие от других руководителей соцстран, культ его личности не был настолько серьёзным.
Образ Живкова был представлен в советской киноэпопее «Солдаты свободы» (его сыграл болгарский актёр Пётр Стефанов).
Помимо «Солдат свободы», Живков стал прототипом героев нескольких кинофильмов, однако ни один из них не носил его имя. В фильме «Последний бой», созданном на основе книги Веселина Андреева «Горы дышат огнём», его героя зовут «уполномоченный», в фильме «Они взяли верх» — «Янко» (партизанское имя Живкова), в фильме «Удар» — «Желю».
В 1981 году вышел фильм «Человек из народа», посвящённый 70-летию Живкова. В были фильме показаны кадры видеохроники, документы, а также воспоминания его соратников. Фильм стал поводом для иронии у некоторых юмористов.
Некоторые утверждают, что Живков любил рассказывать анекдоты про себя.
Вокруг Живкова сформировалось неформальное личное окружение, которое стало известно как «охотничья дружина» и выполняло функции совещательного штаба, в которое входили Ангел Балевский, Пантелей Зарев, Георгий Джагаров, Эмилиян Станев, Стефан Гецов, Любомир Левчев, Величко Минеков и другие. Живков был увлечен охотой и особенно гордился ценными охотничьими трофеями, установившими национальные и мировые рекорды, такими как добытый 12 октября 1986 года в Карамушском охотничьем заказнике кабан, которым он улучшил предыдущий мировой рекорд 1936 года.
В конце 1977 — начале 1978 года писатель Георгий Марков, эмигрировавший в Великобританию, прочитал в болгароязычных передачах радио BBC серию своих очерков, в которых он резко отрицательно высказывался о Живкове. В последующие месяцы посла Великобритании в Софии неоднократно просили прекратить «оскорблять наших лидеров, в том числе нашего главу государства товарища Тодора Живкова». Некоторые продолжают утверждать, что по личному настоянию Живкова советские спецслужбы помогли органам болгарской госбезопасности (Държавна сигурност) в организации покушения на Маркова, умершего в Лондоне 7 сентября 1978 года, но это не было доказано. Известный болгарский режиссёр, эммигрант Пётр Увалиев, утверждал, что Марков умер от алкоголизма. После 1989 года болгарские следователи вместе со своими британскими коллегами расследовали обстоятельства смерти Маркова, но никаких доказательств не нашли. Британский следователь сказал: «Если найдётся какой-нибудь сумасшедший, который признает, тогда мы и найдём убийцу».

#### Последние годы правления
С 4 апреля 1981 (избранный на XII съезде БКП) до своего свержения 10 ноября 1989 — Генеральный секретарь ЦК БКП.
В 1982 году спецслужбы и правительство Болгарии были обвинены в организации и участии в покушении на Римского Папу Иоанна Павла Второго. Был арестован руководитель представительства авиакомпании «Балканские авиалинии» Сергей Антонов, который после 3,5 лет заключения был полностью оправдан итальянским судом.
Другой ударом по стабильности Болгарии стало переименование болгарских граждан турецкой национальности, начавшееся в 1984 году и приведшая в 1989 году к массовому переселению болгарских турок в Турцию. В мае 1984 года на заседании Политбюро было принято решение о проведении последнего, наиболее интенсивного этапа, так называемый «Возродительный процесс». Живков заявлял, что принимает это решение под свою ответственность — используя свое положение бесспорного лидера страны, он намерен таким образом решить многолетнюю национальную проблему, что было бы трудно для любого будущего лидера со слабым авторитетом. После своей отставки Живков настаивал на необходимости всех этих мер для противодействия активной подрывной деятельности турецких спецслужб.
Турецкими спецслужбами были созданы подпольные протурецкие организации, которые ставили цель автономии и даже отделения больших частей Болгарии. Они призывали к саботажу и мщению. Одним из лидеров таких организаций был будущий влиятельный болгарский политик Ахмед Доган. Террористические группы совершили несколько взрывов. Другая террористическая группа пыталась отравить воду. Лидер группы Севдалин Маджаров был приговорён за терроризм к шести годам лишения свободы. После 1989 он стал депутатом Народного собрания Болгарии.
В "смешанных районах" (районах, где не доминирует болгарское население) произошли столкновения на национальной почве. Были погибшие с обеих сторон.
В 1985 году к власти в СССР пришёл Михаил Горбачёв, начавший «перестройку». Живков сразу пожелал продемонстрировать свою лояльность, объявив о желании реформировать режим в Болгарии. Поначалу отношения между Живковым и Горбачёвым казались хорошими. В июне 1985 года Живков совершил краткий визит в Москву, где Горбачёв вновь наградил его орденом Ленина, а в октябре совершил свой первый официальный визит в страну Восточного блока, а именно в Болгарию. Однако в последующие месяцы политика Горбачёва, продиктованная экономическим кризисом в самом Советском Союзе по ограничению советских закупок и помощи некоторым странам СЭВ (даже дотаций Монголии, Кубе и Вьетнаму) вызвала напряжение и опасения Живкова по поводу экономических последствий для Болгарии. После этого, он сказал окружению "Этот дурак (Горбачёв) нас всех потопит". Он направил письмо Горбачёву, где говорил о необходимости модернизации системы, однако Горбачёв не придал этому особого значения и воспринял это как желание поучать и направлять его политику.
На XIII съезде БКП в апреле 1986 года был переизбран Генеральным секретарём ЦК БКП, а 18 июня — председателем Государственного совета НРБ.
На 6-й сессии IX Национального собрания 18 августа 1987 года было принято решение об объединении министерств путём создания так называемых суперминистерств. На этой основе в последующий период 1987—1989 годов был принят ряд решений по реструктуризации экономики.
Во время встречи Живкова с Горбачёвым последний резко осудил попытки превратить Болгарию в "какую-то мини-ФРГ или мини-Японию". Горбачёв постарался избавиться от Живкова, так как тот пользовался значительным влиянием в социалистическом лагере. Была сделана ставка на Андрея Луканова и Петра Младенова. В противовес Луканову и Младенову была создана неформальная группа боевых товарищей Живкова, которая выступала за реформы в БКП и сохранение позитивных аспектов социалистического строя и преодоление негативных. В группу входили Веселин Андреев, заместитель-министра здравоохранения Владимир Калайджиев и генерал-лейтенант Георгий Минев, брат погибшего героя антифашистского сопротивления Стефана Минева. Члены группы хотели уговорить Живкова подать в отставку, но события развились быстрее.
В 1988 году послом СССР в Болгарии был назначен генерал КГБ, бывший помощник Генеральных секретарей ЦК КПСС Андропова, Черненко и Горбачёва Виктор Шарапов. Живков считал, что это делается чтобы способствовать его смещению. Бывший заместитель председателя КГБ Филипп Бобков позже признавал, что позиция Живкова против перестройки настроила многих руководителей СССР против него.
12 ноября 1988 года Живков попытался уйти с поста Генерального секретаря ЦК, но это было отвергнуто на заседании Политбюро.
В мае 1989 года выступил на телевидении, призывая руководство Турции открыть границы, чтобы все, кто хочет уехать, могли это сделать. Это оказало непосредственное влияние на экономику, которая уже находилась в рецессии: 170 000 человек покинули свои рабочие места, нарушив работу целых секторов экономики, а другие перешли на другую работу, чтобы заменить уехавших на критически важных рабочих местах. Некоторые считают, что часть выселившихся сделали это под нажимом турецких спецслужб.
Столкнувшись с углубляющимся экономическим кризисом в стране, Живков с весны 1989 года приступил к подготовке пакета мер, который должен был быть оглашён на пленуме ЦК в конце года. Эта задача была возложена на заместителя премьер-министра, кандидата в члены политбюро Петко Данчева и председателя Болгарского национального банка Васила Коларова, поскольку Живков возлагал вину за провалы последних лет в экономике на группу действовавших министров, особенно на премьер-министра Георгия Атанасова и министров Андрея Луканова (член политбюро, министр внешнеэкономических связей) и Стояна Овчарова (кандидат в члены политбюро, министр экономики и планирования).

### Отстранение от власти
Из-за ослабевшего здоровья Живков провёл лето 1989 года в резиденции в Евксинограде на Черноморском побережье. 7 и 8 июля, находясь в Бухаресте на совещании глав стран Организации Варшавского договора, не был принят Горбачёвым, который отдельно встречался там же с главами МИД и Минобороны Петром Младеновым и Добри Джуровым. Вернувшись в Софию в начале сентября, он произнёс символическое: «Ребята, что случилось с социализмом? Он уходит. Социализм проиграл как система…».
25 октября Пётр Младенов подал в отставку, а в своем письме в Политбюро выступил с резкой критикой Живкова за экономический, финансовый и политический кризис и изоляцию страны от Советского Союза, отметив, что «мы уже в одном корыте с прогнившим диктаторским семейным режимом Чаушеску» и добавив: «Тодор Живков своей политикой выбросил Болгарию из быстрины времени».
В то время в Софии проходило европейское Совещание по охране окружающей среды, экологической безопасности и сотрудничеству. 3 ноября, несмотря на милицейские меры, состоялась демонстрация оппозиционной организации «Экогласность», на которую собралось около 4000 человек. Это была первая демонстрация против правления многолетнего главы Болгарии. В тот же день Живков встретился с советским послом Виктором Шараповым, только что вернувшимся в страну, после чего уехал в Правец, где вместе с Петко Данчевым и Василом Коларовым работал над экономической программой, которая должна была быть представлена на ноябрьском пленуме. 6 и 7 ноября у него были ещё три отдельные встречи с Шараповым.
8 ноября члены политбюро Добри Джуров, Йордан Йотов и Димитр Станишев пришли убедить его уйти в отставку. Позже утверждалось, что Джуров пошёл на такое решение «со слезами на глазах», чтобы спасти своего давнего друга и Болгарию от «румынского сценария». В тот же день Живков снова встретился с советским послом, а на следующий день провёл ряд встреч со своим ближайшим окружением.
9 ноября состоялось заседание политбюро, на котором Живков добровольно сложил с себя полномочия генерального секретаря, сохранив пост главы государства.
На пленуме ЦК БКП, который прошёл 10 ноября 1989 года, Живков был освобождён от должности генерального секретаря ЦК БКП. Освобождая его от обязанностей, пленум также поблагодарил его за проделанную многолетнюю работу, а Пётр Младенов в своём выступлении отправил Живкова на «заслуженный отдых». Живков был также смещён и с поста главы государства, что стало для него неожиданностью.
Весть о замене Живкова уже разносилась по стране, но впервые она прозвучала по национальному радио ровно в 18:00. Сессия Народного Собрания 17 ноября освободила его от обязанностей председателя Госсовета НРБ, подвергнув жёсткой критике за «авторитарный стиль руководства», «грубый волюнтаризм», «беспредельную самонадеянность» и «семейственность». Пленум ЦК БКП 13 декабря 1989 года осудил его деятельность и исключил из партии «за серьёзные нарушения партийных и моральных принципов, допущенные глубокие деформации в партии и обществе и грубые ошибки в социально-экономическом развитии страны». Также от руководства БКП были отстранены и его ближайшие соратники – Милко Балев, Димитр Стоянов, Пенчо Кубадинский.

### Последние годы
18 января 1990 года был задержан и привлечён к уголовной ответственности. В 2019 году Сергей Бабурин заявил, что арестовать Живкова приказал лично Горбачёв, ругаясь матом.
Во время ареста Живков сказал «Судите меня, но грядёт время, когда народ останется без хлеба и без чести». С июля 1990 находился под домашним арестом. Обвинялся по 5 пунктам обвинения:
- в насильственном изменении фамилий болгарских турок и их принудительном выселении;
- в незаконной раздаче квартир, автомобилей и представительских денег (в сентябре 1992 года признан виновным, приговорён к 7 годам заключения и возвращению государству 7 млн левов, в феврале 1996 года приговор был отменён);
- в организации «лагеря смерти»;
- в предоставлении безвозвратных кредитов и помощи развивающимся странам, а также 21 бывшему заместителю премьер-министра и секретарям ЦК БКП;
- в так называемом деле «Московского фонда» по поддержке международного коммунистического движения.

В зале суда говорил:
Я преступления не совершал. Всю свою жизнь я посвятил добру Болгарии и болгарского народа.
Если необходимо принести кого-нибудь в искупительную жертву, чтобы были обеспечены мир и спокойствие в Болгарии, то я не трушу, если этой жертвой буду я.
Если с приговором настанет мир и спокойствие… Будьте уверены, что я соглашусь с этим. Однако остановится ли тот болезненный процесс, охвативший тело Болгарии?
В этом процессе я не защищаю себя. Если бы защищал себя, то я не говорил бы с трибуны. Я защищаю милионы людей, болгарских граждан, которые за все эти годы самоотверженно работали. Мы работали, ошибались, побеждали, опять ошибались. Но Болгария шла вперёд.
Его популярность вновь возросла в середине 1990-х в связи с экономическими трудностями, которые в то время испытывала страна. Сам он давал интервью, где призывал к объединению всех патриотических сил для сохранения Болгарии.
В 1997 году был освобождён и оправдан по большей части обвинений. Другие обвинения были сняты в связи с его смертью.
Был против торжеств по случаю своего дня рождения в 1997 году, так как считал это «пиром во время чумы», но позже после многочисленных уговоров согласился.
На пенсии давал частые интервью иностранным журналистам и писал мемуары. В воспоминаниях он написал, что не изменил своих политических взглядов и остался убеждённым марксистом, но пришёл к пониманию того, что выстроенная система была чрезмерно бюрократической, негибкой и в конечном итоге потерпела неудачу, что привело к разрушению строя. Он пришёл к выводу, что окончательный крах его системы произошёл из-за его собственных неудач в реформировании и модернизации указанной системы в 1970-х и 1980-х годах. Он полагал, что социализм в конечном итоге победит, но что это будет новая форма социализма под руководством молодого поколения. В начале 1998 года был восстановлен в Болгарской социалистической партии (БСП). Также его сделали почётным членом Союза коммунистов Болгарии.
Умер 5 августа 1998 года в 20:05 от пневмонии, после трёх недель церебральной комы. Был похоронен на Центральном кладбище Софии. Правительство отклонило требования семьи и Болгарской социалистической партии о его погребении с государственными почестями.
На похороны Живкова пришли тысячи людей. С трибуны выступили соратник Живкова по отряду «Чавдар» Йордан Йотов, председатель Болгарского антифашистского союза Велко Вылканов, общественный деятель национал-патриотического толка Румен Воденичаров.

## Семья
- Жена (с 1938) — Мара Малеева-Живкова (1911—1971).
- Дочь Людмила (в честь Людмилы Павличенко) (1942—1981) принимала активное участие в болгарской политике. Была инициатором ассамблеи «Знамя Мира». Была два раза замужем. Первый раз за Любомиром Стойчевым, от него 7 ноября 1965 родилась дочь Евгения (Жени) Живкова (известный болгарский дизайнер). Второй раз за Иваном Славковым. От него в 1971 г. родился сын Тодор Славков[108].
- Сын Владимир[болг.] (1952—2021) был депутатом болгарского парламента с 1981 по 1989 год и членом ЦК БКП до 16 ноября 1989. На пенсии жил скромно[109]. Был женат два раза: Первая жена — Маруся Мирчевска, от неё сын Тодор. Вторая жена — Валентина (Валя), от неё дочь Элизабет[109].

## Текущий взгляд

### Оценки деятельности
Не утихают споры о личности Т. Живкова и его правлении: для одних он — великий и прагматичный лидер, для других — диктатор.
Один из его самых верных соратников, поэт Веселин Андреев, не боявшийся говорить Живкову правду, но относящийся с уважением, после 1989 года, узнав о многих злоупотреблениях в социалистический период и не выдержав перемен в новое время, покончил с собой.
Партизан Борис Тошков говорил «Янко был жёстким, но справедливым. Одним словом — большой человек».
Через двадцать с лишним лет после роспуска БКП и через десять лет после смерти Т. Живкова 51% болгарских граждан, согласно опросу, всё ещё испытывали ностальгию по эпохе социализма. Опираясь на эту статистику, в ноябре 2010 года премьер-министр Болгарии Бойко Борисов заявил по телевидению:
Если мы успеем сделать хоть одну сотую долю того, что построил для Болгарии Тодор Живков и что было сделано за те годы, это стало бы огромным успехом для правительства. Тот факт, что через 20 лет после его ухода из власти никто его не забывает, показывает, как много он сделал. Мы уже 20 лет приватизируем то, что было построено тогда.
 Тем не менее, позже его партия начала критически отзываться о политике Живкова.
В 2010 году вышли данные, что 33-летнее правление Живкова начинает казаться гражданам Болгарии золотой эрой по сравнению с настоящим временем, где растёт уровень коррупции и преступности. Более 60% населения считает, что при социализме они жили лучше.
В 2012 году антикоммунисты с беспокойством заметили, что для большей части болгар-мусульман величайший национальный герой – Тодор Живков.
В 2019 году результаты опроса показали, что Живков оставался одним из самых популярных лидеров Болгарии со время её освобождения. Многие респонденты ответили, что после его свержения Болгария была разрушена.

### Увековечивание памяти
7 сентября 2001 года в его родном городе Правец по случаю 90-летия со дня рождения был открыт его памятник, построенный на средства, добровольно пожертвованные населением.
В 2011 году в Правеце состоялось чествование его столетия. Для ознаменования годовщины житель города Несебыр Дочо Дочев установил рекламный щит, на установку которого он собрал 34 килограммов монет с 1989 года.
В 2019 году в городе Смолян были размещены мемориальные доски, на которых было написано стихотворение, сравнивающее его с национальным героем Христо Ботевым.
Живков стал героем песен в стиле чалга. Исполнитель Панайот Найденов, более известный как Панко, написал песню "Евалла, Живков" (Молодец, Живков!) Один из самых популярных болгарских исполнителей, Димитр Андонов, "Хисарский поп", несмотря на то, что был преследуемым во времена Живкова, также написал песню в которой пелось "Дед Тодор Живков, ты был нашем Тато, при тебе мы жили в мире и свободе".

## Награды
- Дважды Герой НРБ (1971, 1981)
- Герой Социалистического Труда (НРБ) (1961)
- Герой Советского Союза (31.05.1977)
- 4 Ордена Георгия Димитрова (1961, 1971, 1981, 1986)
- 3 ордена Ленина (06.09.1971; 31.05.1977; 04.09.1981)
- 3 орден Карла Маркса
- Орден Клемента Готвальда (17.9.1981)[123]
- Орден Сухэ-Батора
- орден Октябрьской Революции (05.09.1986)
- Орден «13 веков Болгарии» (1981)
- Димитровская премия (1976)
- Олимпийский орден
- Орден Хосе Марти (Куба)
- Орден Инфанта дона Энрике (Португалия)
- Орден Республики (ЧССР)
- Орден Югославской звезды
- Орден Победа социализма (СРР)
- Медаль «40 лет Социалистической Болгарии»

## Фильмы
- «Живая история: Совершенно секретно. Тодор Живков. Титан ушедшей эпохи», «Петербург — Пятый канал», 2008 год.
- В 2019 году в биографическом фильме "Cep Herkülü: Naim Süleymanoğlu" в роли Живкова снялся актер Станислав Пишталов.

## Интересные факты
25 мая 2011 года самолёт Т. Живкова Ту-154 был затоплен в Варненском заливе дайверами болгарского клуба «Одессос» с целью создания искусственного подводного рифа для развития дайвинга в заливе. Лайнер претендует на место в Книге рекордов Гиннесса как самый большой затопленный самолёт.
Яхта Т. Живкова используется для туристических туров по Дунаю.